# Гельм, Теодор
Теодор Отто Гельм (Хельм) (нем. Theodor Otto Helm; 9 апреля 1843, Вена — 25 декабря 1920, там же) — австрийский музыкальный критик, музыковед, журналист, педагог. Доктор наук (1870).

## Биография
Изучал право, однако в 1867 году посвятил себя музыкальной критике и стал сотрудником многих газет и журналов, в том числе «Tonhalle», «Musikalisches Wochenblatt», «Wiener Fremdenblatt», «Pester Lloyd» и других.
С 1874 года работал учителем истории музыки и музыкальной эстетики в Музыкальной клавирной школе Э. Хорака (ныне венская частная Консерватория имени Шуберта).
На протяжении пятидесяти лет (1866—1916) был ведущей фигурой венской музыкальной жизни.
Гельм считался одним из лучших музыкальных критиков Вены. Среди прочего он опубликовал ряд аналитических работ о струнных квартетах Людвига ван Бетховена (1885) и фортепианных концертах Вольфганга Амадея Моцарта. Хотя Гельм специализировался на критике произведений Бетховена, Антона Брукнера, Иоганнеса Брамса, Рихарда Вагнера, Ференца Листа и Антонина Дворжака, он также писал о более молодых композиторах, включая Белу Бартока, Густава Малера и Арнольда Шёнберга.

## Избранные публикации
- Beethovens letzte Quartette, Tonhalle, 1868
- Beethovens Streichquartette: Versuch einer technischen Analyse dieser Werke im Zusammenhange mit ihren geistigen Gehalt (Leipzig, 1885)
- 50 Jahre Wiener Musikleben, 1916 (автобиография)